# Bep Voskuijl
Elizabeth „Bep” Voskuijl (pronunție în neerlandeză [eːlisabɛt bɛp ˈfɔskœyl]; n. 5 iulie 1919, Amsterdam, Țările de Jos – d. 6 mai 1983, Amsterdam, Țările de Jos) a fost o femeie neerlandeză care a ajutat la ascunderea Annei Frank și a familiei ei de persecuția nazistă din timpul ocupației germane a Țărilor de Jos. În primele versiuni ale Jurnalului Annei Frank, ea este cunoscută sub numele de Elli Vossen.

## Biografie
Bep s-a născut în Amsterdam. Ea a fost unul dintre cei opt copii ai lui Johannes Hendrik Voskuijl și ai Christinei Voskuijl. Încă din adolescență, Bep a lucrat ca modistă, chelneriță și menajeră în scopul de a câștiga bani pentru școlarizare și a absolvit cursuri de secretariat.
Ea a fost angajată de către Otto Frank în 1937 ca secretară și prin 1942 era director administrativ al companiei acestuia, Opekta, cu sediul pe Prinsengracht 263, unde se afla ascunzătoarea familiei Frank. Ea avea optsprezece ani, atunci când a început să lucreze acolo, și era cel mai tânăr angajat din birou. A avut relații bune cu Miep Gies. Mai târziu, în 1938, tatăl ei, Johannes Hendrik Voskuijl, care era șomer (el avea ceva probleme de sănătate), a devenit magazioner la depozitul Opekta. În cartea Anne Frank Remembered, Miep Gies o descrie pe Bep ca o fată blândă și foarte timidă și își amintește că ele au devenit curând prietene apropiate. Elisabeth era o tânără dactilografă care a fost de acord să ajute la aprovizionarea cu alimente a familiei Frank și a celorlalte patru persoane ascunse în camerele din spate ale clădirii de birouri, din iulie 1942 până la trădarea și arestarea acestora pe 4 august 1944. Bep a fost responsabilă pentru aprovizionarea cu lapte și pâine, iar sora lui Bep a cusut haine pentru persoanele care se ascundeau. Ea a comandat, de asemenea, cursuri prin corespondență, de stenografie și de limba latină pentru cei din ascunzătoare și a petrecut mult timp cu Anne, vorbind despre filme, rochii și cărți, făcându-i confidențe despre iubitul ei și aducându-i cărți poștale cu familia regală olandeză. În timpul raziei Gestapo-ului, ea s-a speriat și a reușit să scape cu câteva documente care i-ar fi incriminat pe intermediarii de pe piața neagră, dar s-a întors pentru a o ajuta pe Miep Gies să strângă obiectele personale ale evreilor capturați, printre care jurnalul și manuscrisele Annei Frank.
La 25 mai 1944 Bep s-a logodit cu Bertus Hulsman, dar el a rupt logodna la scurt timp. În noiembrie 1945 tatăl ei a murit. Bep a părăsit compania Opekta în 1947, după ce s-a căsătorit pe 15 mai 1946 cu Cornelius van Wijk, cu care a avut patru copii: Ton, Cor, Joop și o fiică, Anne-Marie, născută în 1960 și numită după Anne.

## După cel de-al Doilea Război Mondial
Ea a fost onorată în anii următori pentru activitățile sale în timpul celui de-al Doilea Război Mondial, dar nu i-a plăcut publicitatea și a dat puține interviuri despre legăturile ei cu Anne Frank. Totuși, ele erau „ca niște surori”. În 1954 a depus mărturie în fața tribunalului de la Lübeck împotriva a doi negaționiști care susțineau că Jurnalul Annei Frank era un fals. Bep a ținut legătura cu Otto Frank, chiar și după mutarea lui în Elveția (după retragerea sa din afaceri în 1952) și recăsătorirea lui. Otto știa că Bep avea probleme financiare și a făcut tot posibilul pentru a o ajuta. El i-a împrumutat ocazional bani. În 1971 institutul Yad Vashem i-a conferit medalia și titlul Drept între popoare.
Bep Voskuijl – van Wijk a murit în Amsterdam pe 6 mai 1983, din cauza unei boli de rinichi. Ea avea vârsta de 63 de ani.